# Aphodius falcispinis
Aphodius falcispinis is een keversoort uit de familie bladsprietkevers (Scarabaeidae). De wetenschappelijke naam van de soort is voor het eerst geldig gepubliceerd in 1912 door W.Koshantschikov.